# Robert Blake, Baron Blake
Robert Norman William Blake, Baron Blake FBA FRSL JP (* 23. Dezember 1916 in Brundall, Norfolk; † 20. September 2003 in Norwich, Norfolk) war ein britischer Historiker und Hochschullehrer, der 1971 als Life Peer aufgrund des Life Peerages Act 1958 Mitglied des House of Lords wurde. Blake befasste sich insbesondere mit der Geschichte Großbritanniens seit dem 19. Jahrhundert sowie mit der Conservative Party und deren Parteivorsitzenden.

## Leben

### Offizier im Zweiten Weltkrieg, Hochschullehrer und Kommunalpolitiker
Nach dem Besuch der King Edward VI’s Grammar School in Norwich absolvierte Blake ein Studium der Geschichtswissenschaft am Magdalen College der University of Oxford, das er mit einem Master of Arts (M.A. History) sowie mit einem Doktor der Literaturwissenschaft (D.Litt.) abschloss. Nach Beginn des Zweiten Weltkrieges trat er seinen Militärdienst an, ehe er 1942 in deutsche Kriegsgefangenschaft geriet, aus der er 1944 fliehen konnte. Für seine militärischen Verdienste wurde er im Kriegsbericht erwähnt (Mentioned in Despatches) und zuletzt zum Captain der Royal Artillery befördert.
Nach Kriegsende begann Blake 1946 eine Tätigkeit als Lecturer für Geschichte am Christ Church der University of Oxford und war dort bis zu seiner Emeritierung 1987 tätig. Er war zwischen 1950 und 1955 Zensor des Christ Church sowie 1959 bis 1960 Universitätsproktor. Daneben gehörte er zwischen 1959 und 1981 dem Wöchentlichen Rat (Hebdominal Council) dieses College als Mitglied an.
Blake engagierte sich ferner für die Conservative Party in der Kommunalpolitik und war zwischen 1957 und 1964 Mitglied des Stadtrates von Oxford.

### Universitätsfunktionär und Oberhausmitglied
Er wurde 1966 zunächst Fellow der Royal Society of Literature sowie 1967 auch Fellow der British Academy. Blake fungierte zwischen als Provost des Queen’s College der University of Oxford. 1971 wurde er Pro-Vizekanzler der University of Oxford und bekleidete dieses Universitätsamt bis 1987.
Durch ein Letters Patent vom 17. Mai 1971 wurde Blake, der zeitweise als Friedensrichter (Justice of Peace) fungierte, als Life Peer mit dem Titel Baron Blake, of Braydeston on the County of Norfolk, in den Adelsstand erhoben und damit zugleich Mitglied des House of Lords.
1972 verlieh ihm die University of Glasgow sowie 1983 die University of East Anglia einen Ehrendoktor der Literaturwissenschaft (Hon. D.Litt.). Darüber hinaus war er von 1980 bis 1990 Mitredakteur der Dictionary of National Biography sowie zwischen 1982 und 1989 Vorsitzender der Königlichen Kommission für historische Handschriften (Royal Commission on Historical Manuscripts) und darüber hinaus von 1983 bis 1987 Vorsitzender der Rhodes-Stiftung. Ferner war er zwischen 1986 und 1993 Vorsitzender der Gesellschaft für Wahlrechtsreform (Electoral Reform Society).
1987 kandidierte Baron Blake für das Amt des Kanzlers der University of Oxford gegen den früheren Präsidenten der Europäischen Kommission Roy Jenkins sowie den ehemaligen Premierminister Edward Heath. Blake, der 2348 Stimmen erhielt, unterlag dabei Jenkins, der 2923 Stimmen bekam, während Heath nur den dritten Platz belegte.
Weitere Ehrendoktortitel der Literaturwissenschaften wurden ihm 1987 vom Westminster College in Fulton (Missouri) sowie 1988 von der University of Buckingham verliehen. Ferner war er von 1988 bis zu seiner Ablösung durch Bernard Weatherill 1989 auch High Bailiff und Searcher of the Sanctuary der Westminster Abbey. Zuletzt bekleidete er zwischen 1989 und 1999 die Funktion eines High Steward.

## Veröffentlichungen
In seinen zahlreichen Büchern befasste sich Blake insbesondere mit der Geschichte Großbritanniens seit dem 19. Jahrhundert sowie mit Politikern und Staatsmännern jener Epochen. Eines seiner Hauptthemen war die Geschichte der konservativen Tories und ihrer Vorsitzenden. Seine editierte Veröffentlichung der Nachlass-Unterlagen von Douglas Haig stellte dessen Reputation wieder her. Auf Einladung von Lord Beaverbrook verfasste er im Anschluss die Biographie Andrew Bonar Laws. 1966 folgte sein wohl bekanntestes Werk, die Biographie Benjamin Disraelis, die auch heute noch als Standardwerk und beste Biographie eines britischen Premierministers überhaupt gilt. Dazu verfasste er unter anderem eine Geschichte der Conservative Party, die er später in aktualisierter und erweiterter Fassung erneut vorlegte:
- The Private Papers of Douglas Haig., 1952
- The Unknown Prime Minister. The Life and Times of Andrew Bonar Law, 1858 - 1923. London 1955.
- Disraeli. London 1966.
- The Conservative Party from Peel to Churchill. London 1970.
- The Office of the Prime Minister. London 1975.
- A History of Rhodesia. London 1977.
- Disraeli’s Grand Tour: Benjamin Disraeli and the Holy Land, 1830-31 London 1982.
- The English world : history, character and people. London 1982.
- The Decline of Power 1915-1964. London 1985
- The Conservative Party from Peel to Major. London 1997.
- Winston Churchill, a Pocket Biography. London 1998.
- Jardine Matheson, Traders of the Far East. London 1999.